# 合気道団体
合気道団体（あいきどうだんたい）は、合気道の普及に努めている団体全般。開祖植芝盛平の開いた合気道団体は合気会。また植芝盛平の弟子が、その教えに独自の創意工夫を加えて分派創設した団体も多く、それらの団体の中には、もともと試合のない合気道に、組み手や試合を取り入れている団体もある。

## 主な合気道団体（括弧内は創設者）
- 財団法人　合気会（植芝盛平）

- - 心身統一合氣道会（藤平光一）
    - 楽心館（石川智広）

- - 合気道養神会(養神館合気道)（塩田剛三）
    - 合気道錬身会（千田務）
    - 合気道親和館（井上強一）
    - 合気道S.A.（櫻井文夫）
      - 覇天会（藤崎天敬）

  - 万生館合気道（砂泊諴秀）

- -     - 正氣会合気道（栗田稔）
    - 真武道会（今泉鎮雄）
    - 合気道唯心会（丸山維敏）
    - 実心館合氣道会（村山實）
    - 合気道光気会（丸山修道）

  - 日本合気道協会（富木謙治）
  - 天道流合気道（清水健二）
  - 岩間神信合氣修練会（斉藤仁弘）

## 植芝盛平とは別系統の合気道
- 光輪洞合気道
- 武田流中村派合気道
- ハプキドー